# Isodermus tenuicornis
Isodermus tenuicornis är en insektsart som beskrevs av Robert L. Usinger och Ryuichi Matsuda 1959. Isodermus tenuicornis ingår i släktet Isodermus och familjen barkskinnbaggar. Inga underarter finns listade i Catalogue of Life.